# Скат мармуровий
Мармуровий скат (Torpedo marmorata) — скат з роду Torpedo з родини електричні скати.

## Опис
Цей скат сягає 60 см — 1,8 м і ваги 3—13 кг. Голова має овальну форму, широка й сплощена. Очі невеликі, добре розвинені. Рот широкий, має вигнуту форму. Передні носові клапани короткі, поєднані між собою. Зяброві промені відсутні. Тулуб майже дископодібний. Плавники на груді великі, біля них розташовані електричні органи, що мають бобоподібну форму. Черевні плавники — короткі. Хвіст короткий, проте сильний, плавники на хвості великі й більше за спинний. Забарвлення спини являє собою мармуровий візерунок. Звідси походять назва цього скату.

## Спосіб життя
Полюбляє в тропічних, субтропічних і помірно теплих водах всіх океанів і зустрічаються від прибережних мілководь до глибини 500 м. Часто зустрічається біля рифів або у солонуватій воді. Малорухливий скат, що погано плаває, зазвичай лежить на дні, частково зарившись у пісок або мул. Живиться безхребетними, перш за все, ракоподібними, молюсками, хробаками, рибою, зокрема, камбалою, вуграми, лососем вагою близько 2 кг, акулами. Іноді скат охоплює здобич своїми грудними плавцями та вбиває її розрядом струму. Може завдавати сильні електричні розряди людям, які наступили на них у воді або взяли їх в руки. Розряди 40—220 вольтів силою у 7—10 ампер.
Це яйцеживородна риба. Самиця народжує від 5—35 ембріонів.

## Розповсюдження
Досить звичайний у берегів східній частині Атлантичного океану до південної Африки, а також у Середземному морі.